# Larance Marable
Larance Marable, aussi connu comme Lawrence Marable, né le 21 mai 1929 à Los Angeles en Californie et mort le 4 juillet 2012 à East Orange dans le New Jersey, est un batteur de jazz américain. C'est un représentant du Jazz West Coast et du bebop.

## Biographie
Issu d'une famille de musiciens il joue la batterie dès son jeune âge et est principalement autodidacte. Dans les années 1950, Larance Marable joue avec des boppeurs venus donner des concerts en Californie, tels que Charlie Parker et Dexter Gordon. Il joue également avec des musiciens de la Côte Ouest américaine. Sur l'album Big Band de Chet Baker, il forme la section rythmique avec le pianiste Bobby Timmons et le contrebassiste Jimmy Bond. Il est le batteur du dernier disque enregistré par Serge Chaloff, Blue Serge, aux côtés du pianiste Sonny Clark que l'on retrouve sur le seul disque de Marable en tant que leader en 1956, Tenorman.
Dans les années 1950 et 1960, il accompagne The Montgomery Brothers, Herb Geller, George Shearing, Sonny Stitt, Milt Jackson. À la fin des années 1980, il est membre du Quartet West de Charlie Haden.

## Discographie partielle

### Comme leader
- 1956, Lawrence Marable Quartet Featuring James Clay : Tenorman, Jazz West Records.

### Comme sideman
- 1955, Conte Candoli, Lou Levy : West Coast Wailers, Atlantic Records 1268
- 1956, Chet Baker : Big Band, Pacific Jazz Records PJ 1229
- 1956, Chet Baker, Art Pepper : Playboys, Pacific Jazz Records, PJ 1234
- 1956, Serge Chaloff : Blue Serge, Capitol Records, T-742

## Sources
- Courte biographie sur le site Allmusic.com